# Naomi Campbell
Naomi Elaine Campbell (født 22. maj 1970 i Streatham, Lambeth, London) er en britisk fotomodel, sanger, forfatter og skuespiller.

## Biografi
Naomi Campbell, der er datter af en jamaicansk danserinde, har studeret ved skolerne London Academy Gik Performing Arts og Italia Conti Academy of Theatre Arts, hvor hun lærte ballet. Hun blev opdaget som model på en shoppingtur i Covent Garden i London, da hun var 15 år gammel. Blandt hendes meritter kan fremhæves, at hun var den første sorte kvinde, der prydede forsiderne på franske Vogue, britiske Vogue samt Time Magazine. I begyndelsen af 1990'erne var hun en del af en gruppe af seks kvindelige fotomodeller kaldet Big Six. De øvrige modeller var Cindy Crawford, Claudia Schiffer, Linda Evangelista og Kate Moss.
De senere år har Campbell lanceret et antal succesfulde parfumer. I 1994 udgav hun ud bogen Swan, som siden fik en opfølger, fotobogen Naomi. Derudover optræder hun på fotos i Madonnas bog Sex. Campbell har poseret nøgen for Playboy, og 1991 blev hun i en afstemning kåret til et af verdens smukkeste mennesker af People Magazine.
Indenfor musikken har Campbell været med i musikvideoer og lavet musik selv. Hendes album Baby Woman solgte 1 million eksemplarer over hele verden og særligt godt i Japan. Hun har været med i musikvideoer med blandt andre Bob Marley, George Michael, Jay-Z og Michael Jackson.
I 2010 stod hun frem i et interview med britisk Vogue og fortalte, at hun i 1999 var i behandling for kokainmisbrug, og at hun også har haft et alkoholproblem. Hun har været aktiv i Anonyme Alkoholikere. Siden 2012 har hun været tørlagt.